# Cantharellus minor
Cantharéllus mínor (лат.) — гриб из рода лисичка (Cantharellus) семейства лисичковые (Cantharellaceae).

## Биологическое описание
- Шляпка 0,5—3 см в диаметре, в молодом возрасте выпуклой или плоской, затем вазоподобной формы, жёлтого или жёлто-оранжевого цвета, гладкая, немного волосистая или чешуйчатая, с волнистым краем.
- Мякоть мягкая, ломкая, жёлтого цвета. Запах очень слабый, напоминает запах абрикосов.
- Гименофор складчатый, одного цвета со шляпкой.
- Ножка 1,5—6 см длиной и 0,3—1 см толщиной, ломкая, полая, центральная или эксцентрическая, ровная или немного сужающаяся к основанию, одного цвета со шляпкой или светлее неё.
- Споровый порошок белого цвета, с желтоватым оттенком. Споры 6—11×4—6,5 мкм, тонкостенные, более или менее эллипсоидальной формы, гладкие.
- Произрастает на востоке Северной Америки, группами, под твёрдыми породами, чаще всего дубами, возможно также сапротроф.
- Съедобен.

## Сходные виды
- Cantharellus cibarius — Лисичка обыкновенная отличается более крупными размерами.